# Liste der Biografien/Kleh
Liste der Biografien |
Portal Biografien |
Personensuche
# |
A |
B |
C |
D |
E |
F |
G |
H |
I |
J |
K |
L |
M |
N |
O |
P |
Q |
R |
S |
T |
U |
V |
W |
X |
Y |
Z |
?
 
Ka |
Kb |
Kc |
Kd |
Ke |
Kf |
Kg |
Kh |
Ki |
Kj |
Kl |
Km |
Kn |
Ko |
Kp |
Kr |
Ks |
Kt |
Ku |
Kv |
Kw |
Ky |
Kx |
Kz
 
Kla |
Kld |
Kle |
Kli |
Klj |
Klo |
Klu |
Kly
 
Klea |
Kleb |
Klec |
Kled |
Klee |
Klef |
Kleg |
Kleh |
Klei |
Klej |
Klek |
Klem |
Klen |
Kleo |
Klep |
Kler |
Kles |
Klet |
Kleu |
Klev |
Klew |
Kley |
Klez
Die Liste der Biografien führt alle Personen auf, die in der deutschsprachigen Wikipedia einen Artikel haben. Dieses ist eine Teilliste mit 6 Einträgen von Personen, deren Namen mit den Buchstaben „Kleh“ beginnt.

## Kleh

### Klehm
- Klehm, Johann (1880–1960), Mitglied des Provinziallandtages der Provinz Hessen-Nassau
- Klehm, Karl-Lennart (* 2003), deutscher Volleyballspieler

### Klehn
- Klehn, Harald (1949–2011), deutscher Boxer (Schwer- und Superschwergewicht)
- Klehn, Susanne (* 1981), deutsche Journalistin und Fernsehmoderatorin

### Klehr
- Klehr, Josef (1904–1988), deutscher SS-Oberscharführer; Sanitätsdienstgrad im KZ-Auschwitz; Massenmörder
- Klehr, Nikolaus (1944–2016), deutscher Arzt und Alternativmediziner